# Districtul Hajdúszoboszló
Hajdúszoboszló (în maghiară Hajdúszoboszlói járás) este un district în județul Hajdú-Bihar, Ungaria.
Districtul are o suprafață de 732,65 km2 și o populație de 43.175 locuitori (2013).